# Gonophora atra
Gonophora atra es una especie de insecto coleóptero de la familia Chrysomelidae. Fue descrita en 1885 por Gestro.